# Frances Fisher
Frances Louise Fisher (n. 11 mai 1952) este o actriță americană născută în Anglia.